# Mordellistena rufocephala
Mordellistena rufocephala är en skalbaggsart som beskrevs av Ray 1936. Mordellistena rufocephala ingår i släktet Mordellistena och familjen tornbaggar. Inga underarter finns listade i Catalogue of Life.